# Giro di Romandia 1970
Il Giro di Romandia 1970, ventiquattresima edizione della corsa, si svolse dal 6 al 10 maggio su un percorso di 707 km ripartiti in 4 tappe (la quarta suddivisa in due semitappe) e un cronoprologo, con partenza a Ginevra e arrivo a Losanna. Fu vinto dallo svedese Gösta Pettersson della Ferretti davanti all'italiano Davide Boifava e all'olandese Joop Zoetemelk.

## Tappe
| Tappa  | Data      | Percorso                          | km  | Vincitore di tappa | Leader cl. generale |
| ------ | --------- | --------------------------------- | --- | ------------------ | ------------------- |
| Prol.  | 6 maggio  | Ginevra > Ginevra (cron. squadre) | 4   | Salvarani          | Felice Gimondi      |
| 1ª     | 7 maggio  | Ginevra > Ovronnaz                | 180 | Désiré Letort      | Désiré Letort       |
| 2ª     | 8 maggio  | Ovronnaz > Les Diablerets         | 129 | Franco Bitossi     | Silvano Schiavon    |
| 3ª     | 9 maggio  | Les Diablerets > Estavayer-le-Lac | 258 | Vittorio Adorni    | Silvano Schiavon    |
| 4ª-1ª  | 10 maggio | Estavayer-le-Lac > Losanna        | 93  | Dino Zandegù       | Silvano Schiavon    |
| 4ª-2ª  | 10 maggio | Losanna > Losanna                 | 43  | Gösta Pettersson   | Gösta Pettersson    |
| Totale | Totale    | Totale                            | 707 |                    |                     |

## Dettagli delle tappe

### Prologo
- 6 maggio: Ginevra > Ginevra (cron. squadre) – 4 km

| Pos. | Squadra   | Tempo |
| ---- | --------- | ----- |
| 1    | Salvarani |       |
| 2    | Molteni   |       |
| 3    | Scic      |       |

| Pos. | Corridore      | Squadra   | Tempo |
| ---- | -------------- | --------- | ----- |
| 1    | Felice Gimondi | Salvarani |       |

### 1ª tappa
- 7 maggio: Ginevra > Ovronnaz – 180 km

| Pos. | Corridore           | Squadra   | Tempo |
| ---- | ------------------- | --------- | ----- |
| 1    | Désiré Letort       | Peugeot   |       |
| 2    | Silvano Schiavon    | Salvarani |       |
| 3    | Pierfranco Vianelli | Molteni   |       |

| Pos. | Corridore     | Squadra | Tempo |
| ---- | ------------- | ------- | ----- |
| 1    | Désiré Letort | Peugeot |       |

### 2ª tappa
- 8 maggio: Ovronnaz > Les Diablerets – 129 km

| Pos. | Corridore             | Squadra | Tempo |
| ---- | --------------------- | ------- | ----- |
| 1    | Franco Bitossi        | Filotex |       |
| 2    | Giacinto Santambrogio | Molteni |       |
| 3    | Erich Spahn           | GBC     |       |

| Pos. | Corridore        | Squadra   | Tempo |
| ---- | ---------------- | --------- | ----- |
| 1    | Silvano Schiavon | Salvarani |       |

### 3ª tappa
- 9 maggio: Les Diablerets > Estavayer-le-Lac – 258 km

| Pos. | Corridore              | Squadra | Tempo |
| ---- | ---------------------- | ------- | ----- |
| 1    | Vittorio Adorni        | Scic    |       |
| 2    | Erwin Thalmann         | GBC     |       |
| 3    | Martin Van Den Bossche | Molteni |       |

| Pos. | Corridore        | Squadra   | Tempo |
| ---- | ---------------- | --------- | ----- |
| 1    | Silvano Schiavon | Salvarani |       |

### 4ª tappa - 1ª semitappa
- 10 maggio: Estavayer-le-Lac > Losanna – 93 km

| Pos. | Corridore       | Squadra   | Tempo |
| ---- | --------------- | --------- | ----- |
| 1    | Dino Zandegù    | Salvarani |       |
| 2    | Mauro Simonetti | Ferretti  |       |
| 3    | Vittorio Urbani | Filotex   |       |

| Pos. | Corridore        | Squadra   | Tempo |
| ---- | ---------------- | --------- | ----- |
| 1    | Silvano Schiavon | Salvarani |       |

### 4ª tappa - 2ª semitappa
- 10 maggio: Losanna > Losanna – 43 km

| Pos. | Corridore        | Squadra       | Tempo |
| ---- | ---------------- | ------------- | ----- |
| 1    | Gösta Pettersson | Ferretti      |       |
| 2    | Davide Boifava   | Molteni       |       |
| 3    | Joop Zoetemelk   | Flandria-Mars |       |

| Pos. | Corridore        | Squadra       | Tempo     |
| ---- | ---------------- | ------------- | --------- |
| 1    | Gösta Pettersson | Ferretti      | 18h48'31" |
| 2    | Davide Boifava   | Molteni       | a 14"     |
| 3    | Joop Zoetemelk   | Flandria-Mars | a 1'40"   |

## Classifiche finali

### Classifica generale
| Pos. | Corridore              | Squadra         | Tempo     |
| ---- | ---------------------- | --------------- | --------- |
| 1    | Gösta Pettersson       | Ferretti        | 18h48'31" |
| 2    | Davide Boifava         | Molteni         | a 14"     |
| 3    | Joop Zoetemelk         | Flandria-Mars   | a 1'40"   |
| 4    | Rudi Altig             | GBC             | a 2'27"   |
| 5    | Mauro Simonetti        | Ferretti        | a 2'40"   |
| 6    | Roberto Poggiali       | Salvarani       | a 3'05"   |
| 7    | Lucien Van Impe        | Sonolor-Lejeune | a 3'16"   |
| 8    | Ugo Colombo            | Filotex         | s.t.      |
| 9    | Wladimiro Panizza      | Salvarani       | a 3'23"   |
| 10   | Martin Van Den Bossche | Molteni         | a 3'39"   |